# Cirrolita
La cirrolita és un mineral de la classe dels fosfats.

## Característiques
La cirrolita és un fosfat de fórmula química Ca₃Al₂(PO₄)₃(OH)₃. La seva duresa a l'escala de Mohs es troba entre 5 i 6.
Segons la classificació de Nickel-Strunz, la cirrolita pertany a «08.BH: Fosfats, etc. amb anions addicionals, sense H₂O, amb cations de mida mitjana i gran, (OH, etc.):RO₄ = 1:1» juntament amb els següents minerals: thadeuïta, durangita, isokita, lacroixita, maxwellita, panasqueiraïta, tilasita, drugmanita, bjarebyita, kulanita, penikisita, perloffita, johntomaïta, bertossaïta, palermoïta, carminita, sewardita, adelita, arsendescloizita, austinita, cobaltaustinita, conicalcita, duftita, gabrielsonita, nickelaustinita, tangeïta, gottlobita, hermannroseïta, čechita, descloizita, mottramita, pirobelonita, bayldonita, vesignieïta, paganoïta, jagowerita, carlgieseckeïta-(Nd), attakolita i leningradita.

## Formació i jaciments
Va ser descoberta a la mina de ferro de Västanå, situada a la localitat de Näsum, al comtat de Skåne (Suècia). En aquesta mina ferro, inactiva des de l'any 1916, i que és l'únic indret de tot el planeta on ha estat descrita aquesta espècie mineral, també han estat descobertes l'attakolita, l'augelita, la berlinita i la trol·leïta.